# День радіотехнічних військ Повітряних Сил Збройних Сил України
День радіотехнічних військ Повітряних Сил Збройних Сил України — свято в Україні. Відзначається щорічно 30 листопада, починаючи з 2010 року.

## Історія свята
16 вересня 2010 року вийшов наказ міністра оборони України Михайла Єжеля N490, згідно з яким 30 листопада святкуватимуть «День радіотехнічних військ Повітряних Сил Збройних Сил України».
Рішення про встановлення цього професійного свята було прийнято враховуючи важливе значення радіотехнічних військ Повітряних Сил Збройних Сил України та з метою підтримання престижу військової служби у військових частинах і підрозділах цього роду військ.
Радіотехнічні війська Повітряних Сил Збройних Сил України є основним джерелом інформації про повітряну обстановку і призначені для ведення радіотехнічної розвідки повітряних об’єктів та оповіщення військ.

## Галерея

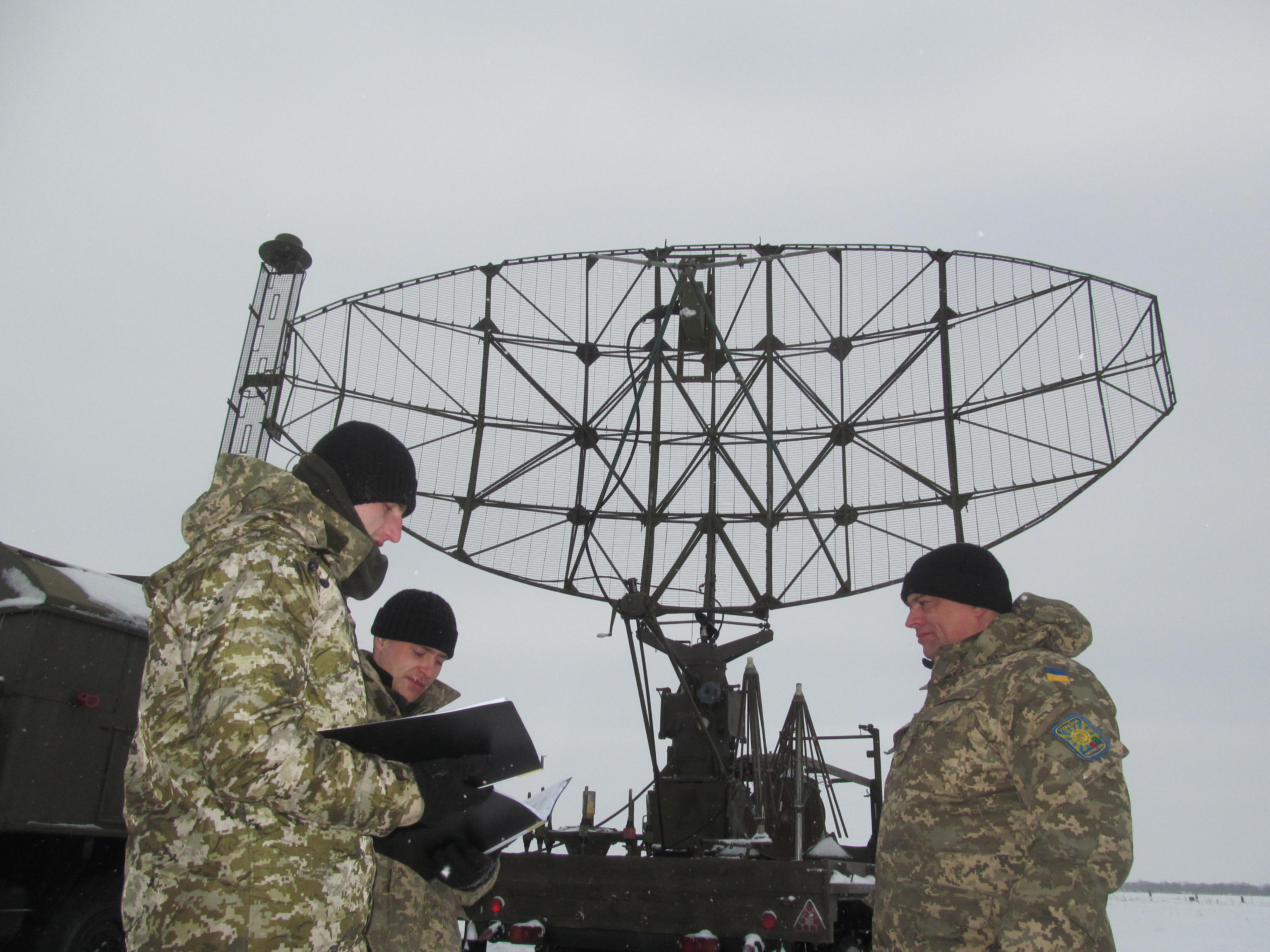
Під час навчань
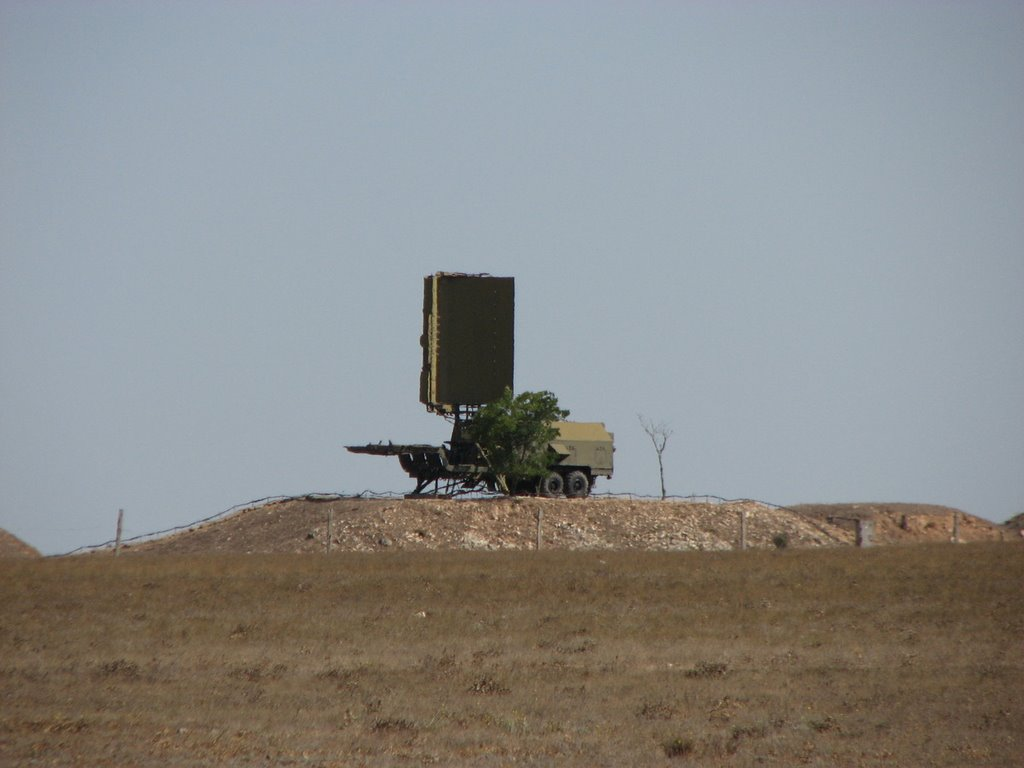
На бойовому посту
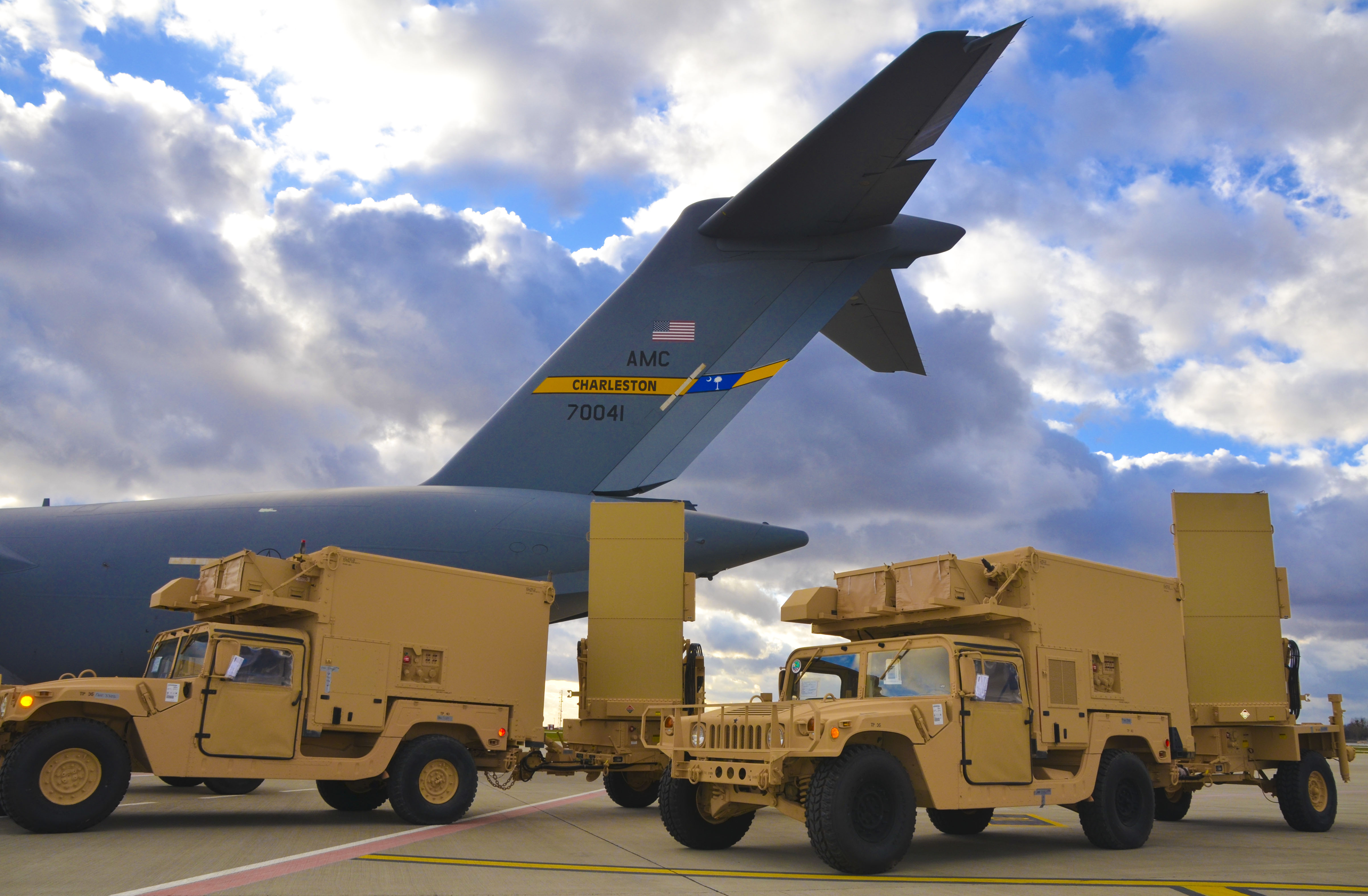
Надійна допомога від союзників
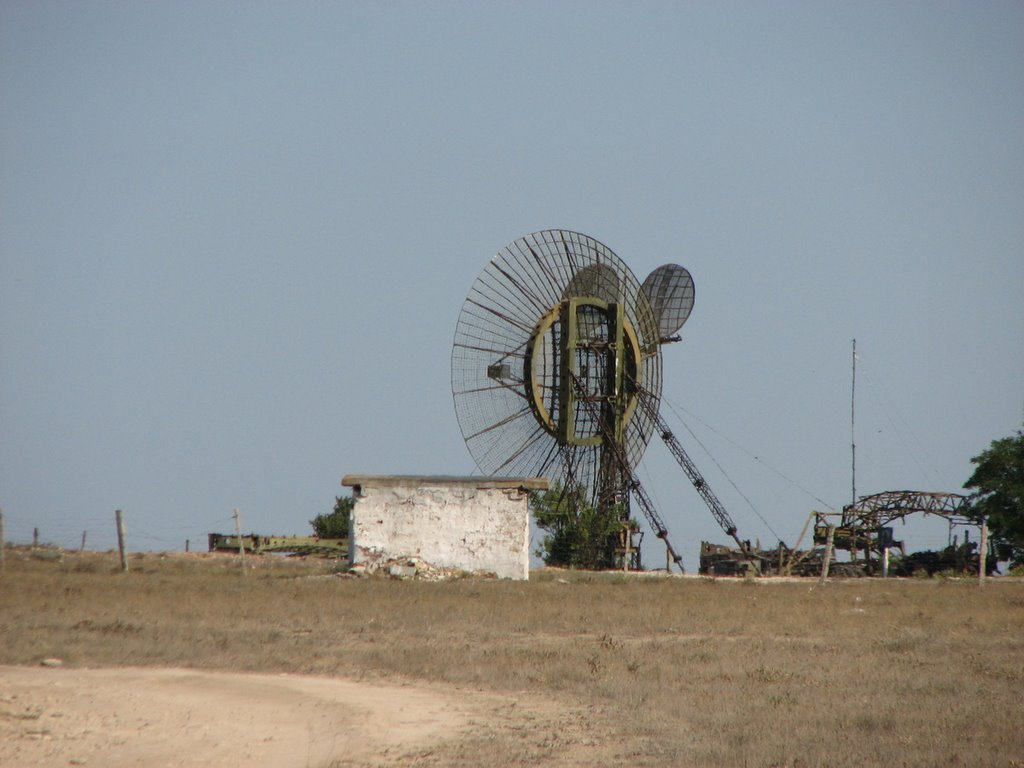
На захисті неба України
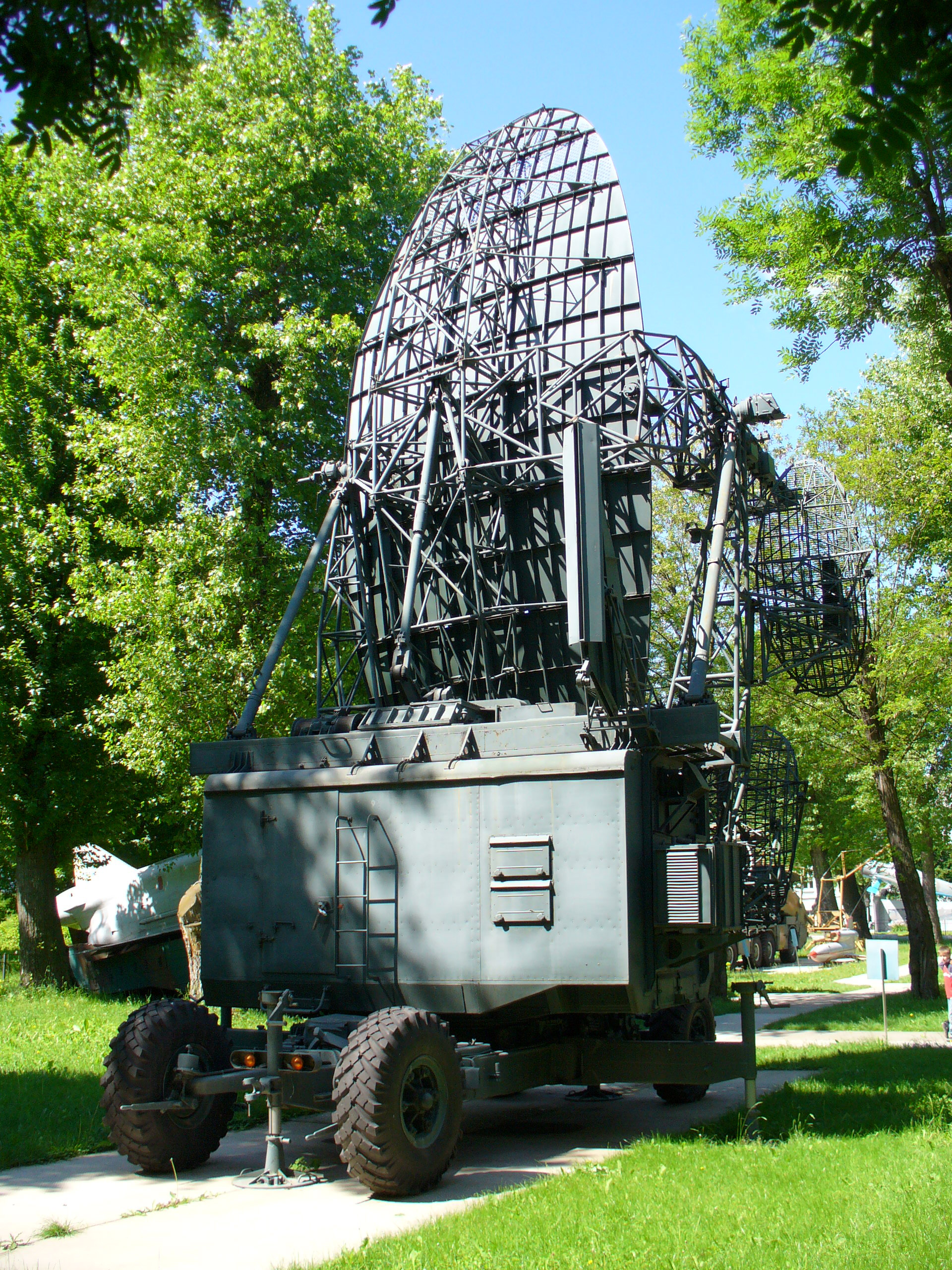
Радіолокаційна станція